# Höhlenpilzmücke
Die Höhlenpilzmücke (Speolepta leptogaster) ist eine Mücke aus der Familie der Pilzmücken (Mycetophilidae). Sie wurde vom Verband der deutschen Höhlen- und Karstforscher zum Höhlentier des Jahres 2013 gekürt.

## Merkmale
Die farblosen Larven haben eine Länge von bis zu 10 mm. Die adulten Fluginsekten sind 5 bis 6 mm lang.

Bei ausgewachsenen Tieren lässt sich das Geschlecht am dunklen Hinterleib erkennen. Männliche Exemplare haben einen wesentlich schlankeren Hinterleib als weibliche.

## Verbreitung
In der gesamten Paläarktis sind Höhlenpilzmücken in feuchten unterirdischen Hohlräumen zu finden.

## Lebensweise
Alle Entwicklungsstufen der Höhlenpilzmücke finden unterirdisch statt.

Die Larven sind meist an feuchten Wänden, tief in Höhlen, zu finden und orientieren sich mit ihren Schleimfäden in ihrem mit klebrigen Tropfen benetzten Gespinst. Puppen finden sich oftmals außerhalb des Gespinsts.

Selten werden die nur wenige Tage lebenden Fluginsekten auch außerhalb von Höhlen gesichtet, denn die Paarung findet ebenfalls unterirdisch statt.

Daher wurde die Höhlenpilzmücke als eutroglophil eingestuft.